# رایسک (شهر اتریش)
رایسک (به آلمانی: Reißeck) یک منطقهٔ مسکونی در اتریش است که در ناحیه اشپیتال آن در دراو واقع شده‌است. رایسک ۲٬۵۲۱ نفر جمعیت دارد.